# Бандини, Лоренцо

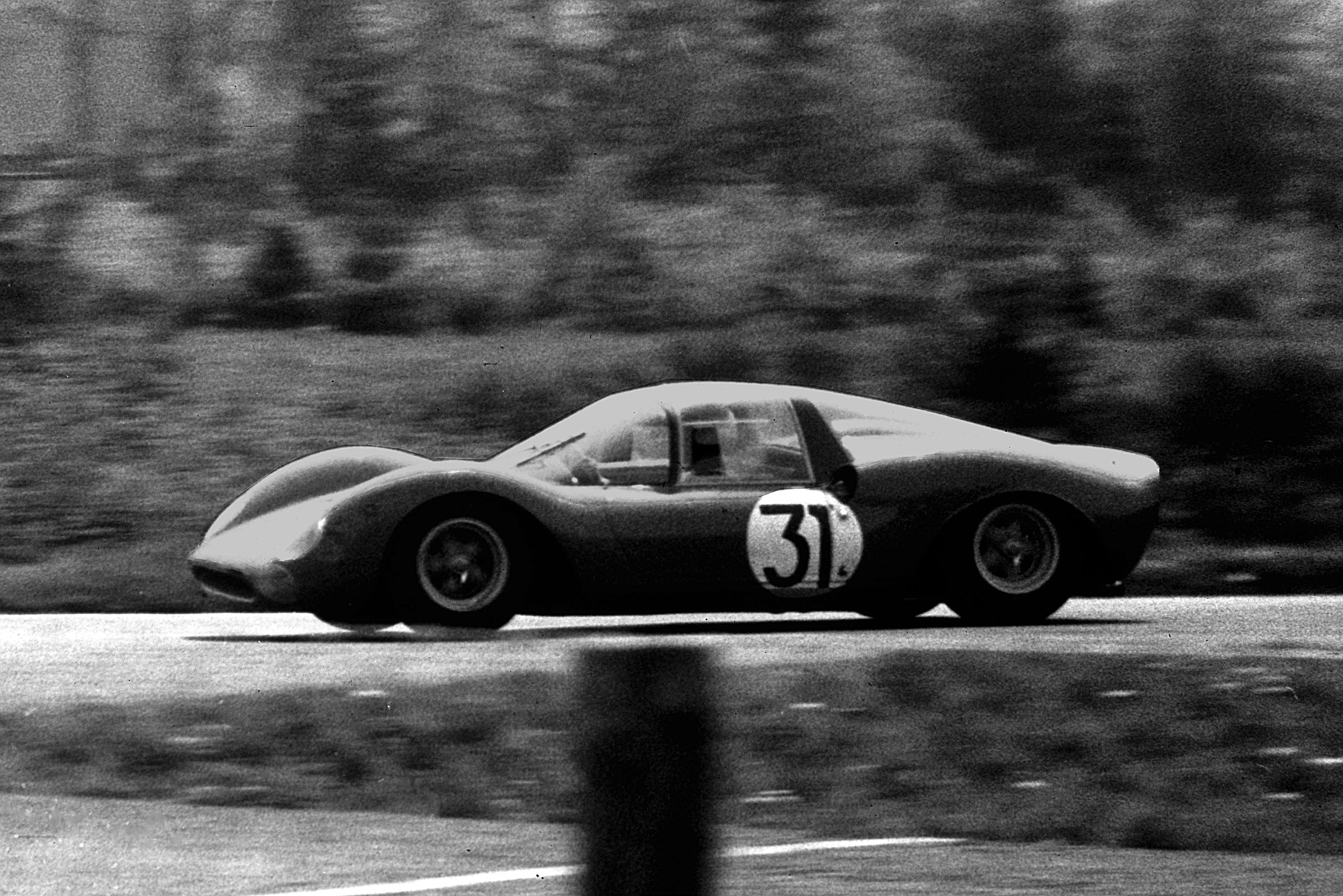
Бандини в гонке 1000 км Нюрбургринга 1965 года за рулём Ferrari Dino

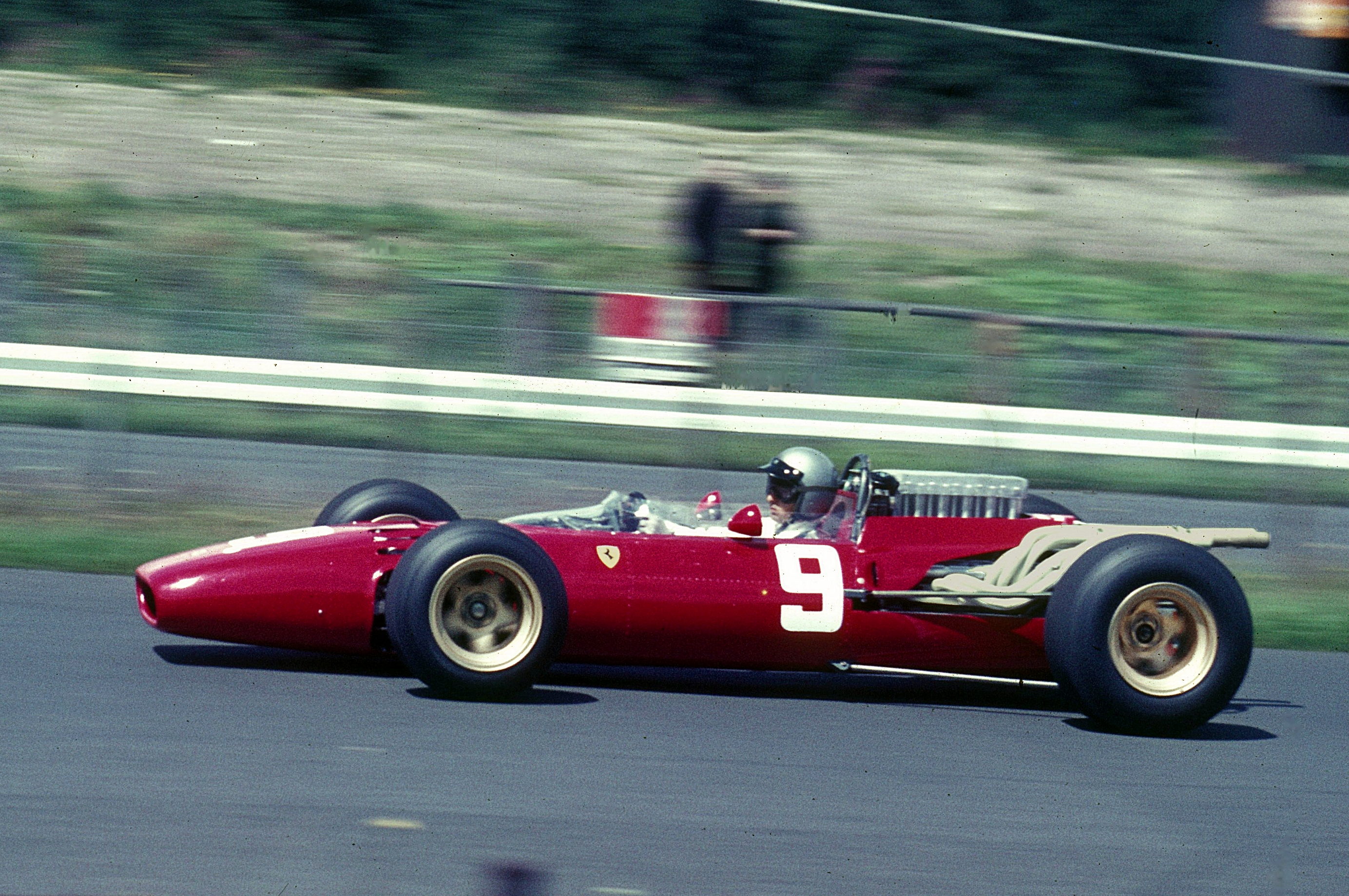
Бандини на Гран-при Германии 1966 года за рулём Ferrari 312

Лоре́нцо Банди́ни (итал. Lorenzo Bandini; 21 декабря 1935 — 10 мая 1967, Монако) — итальянский автогонщик. Начав выступления в Формуле-1 в 1961 году в частной команде Scuderia Centro Sud, практически сразу привлек внимание шефа команды Scuderia Ferrari Энцо Феррари, и следующие шесть лет провел в этом итальянском коллективе. Почти в каждом сезоне несколько раз финишировал на подиуме, а Гран-при Австрии 1964 года он выиграл. В том же году содействовал чемпионству Джона Сёртиса, пропустив его по приказу команды на финише последней гонки. Участвовал за команду также и в других соревнованиях, добившись победы в 24 часах Ле-Мана 1963 года. Участвуя в Гран-при Монако 1967 года, попал в аварию, получил тяжелейшие ожоги и через три дня скончался.

## Биография

### Первые шаги
Лоренцо Бандини родился в Ливии, бывшей тогда колонией Италии, в городе Эль-Мардж. Отец его содержал небольшой бизнес по ремонту сельскохозяйственной техники в Бенгази. В конце 30-х годов, когда стало очевидно, что большая война в Европе неминуема, семейство предпочло за лучшее вернуться на родину, переехав в Реджоло, Емилия-Романья. В самом конце войны его отец был похищен и затем убит бандитами, и для семьи настали трудные времена. Уже в 13 лет Лоренцо пришлось устроиться на работу помощником в магазине мотоциклов Элико Милльенотти, а в 15 лет он уехал на заработки в Милан, где полученный небольшой опыт позволил устроиться механиком в мастерские Голиардо Фредди на виа Плинио. Этот ход оказался удачным — хозяин мастерских был большим энтузиастом гонок и всячески помогал юному Бандини — и советами и деньгами. Именно с его помощью Лоренцо сделал первые шаги на гоночном поприще.
Первым гоночным выступлением для Бандини стал финиш на 15-м месте в подъёме на холм Кастелль-Аркуато — Вернаска на одолженном Голиардо Fiat 1100TV. На этом он не остановился, и ещё через несколько выступлений как на том же автомобиле, так и на мотоцикле, также принадлежащем Голиардо, смог выиграть подъём на холм Лессоло — Аличе-Супериоре в своём классе. В 1958 году, видя успехи юноши, Голиардо арендовал для него Lancia Appia Zagato для участия в престижной гонке Милле Милья. Лоренцо с лихвой оправдал доверие — гонку он в своём классе выиграл.

### Формула-Юниор (1960)
Для продолжения карьеры Лоренцо выбрал популярную в то время Формулу-Юниор. Он купил себе автомобиль производства Volpini, а затем, заработав уже за счет собственного ремонтного бизнеса побольше денег, поменял его на Stanguellini. Машины эти были переднемоторными и не самыми быстрыми, однако Бандини смог одержать несколько побед, в том числе кубинский Гран-при Свободы и Гран-при Пескары, оба — 1960 года. В мировом финале Формулы-Юниор того года он стал четвёртым.

### Scuderia Centro Sud (1961)
Предполагалось, что лучшему из итальянских пилотов Формулы-Юниор федерация автоклубов Италии FISA предоставит возможность принять участие в Формуле-1 за рулем болида Ferrari. По заработанным очкам Бандини оказался лучшим, но место досталось не ему, а Джанкарло Багетти. Разочарование Лоренцо оказалось ещё большим, когда Багетти первую же гонку выиграл. Тем не менее, внимание гоночной общественности он привлек, и вскоре Гульельмо Деи, владелец частной команды Scuderia Centro Sud, предоставил ему место в своём Cooper T53 на незачетном Гран-при По. Дебют оказался прекрасным — на финише гонки Лоренцо пропустил лишь Джима Кларка и Йо Боньера, и финишировал третьим. После ещё нескольких незачетных гонок, из которых можно отметить ещё одно третье место в Гран-при Неаполя, пришёл черед и зачетных гонок чемпионата. дебютировал он в Гран-при Бельгии 1961 года. Особых результатов, правда, добиться не удалось, в основном из-за слабого автомобиля — лишь дважды он финишировал вне очковой зоны, а ещё два раза сошёл, оба раза — из-за отказа двигателя. Кроме того, он выиграл «Четыре часа Пескары» в компании с Джорджо Скарлатти, а также зимой 1961—1962 участвовал в Тасманской серии, которая проходила в Австралии и Новой Зеландии. Проявленное умение бороться даже на не самых лучших автомобилях, а также прекрасные технические знания, наконец, привлекли к нему внимание Энцо Феррари, который на следующий сезон взял его в основную команду.

### «Феррари» (1962-67)
В те времена Феррари использовал своих пилотов практически во всех видах гонок. Не стал исключением и Бандини — после фантастического дебюта, когда он в первой же гонке на сложнейшей трассе в Монако стал третьим, он тем не менее был переведен в гонки спорткаров, где, в частности, в паре с Багетти стал вторым в Тарга Флорио. Кроме того, на внезачетном Гран-при Средиземноморья он в личной схватке опередил все того же Багетти — и победил. Всего, включая дебют, он принял участие в трех гонках сезона.
На новый 1963 сезон Феррари оставил Бандини в гонках спорткаров, предпочтя ему Вилли Мэресса. На помощь Лоренцо пришёл все тот же Деи, вновь предоставивший ему место в своей Scuderia Centro Sud — на этот раз за рулем BRM. В Гран-при Средиземноморья он стал третьим, в зачетных же гонках сезона он участвовал трижды. В первой же гонке во Франции он проявил недюжинную смекалку — сойдя из-за обрыва тросика акселератора, он смог починить неисправность прямо на месте при помощи найденного на обочине куска проволоки — и все-таки финишировал, хоть и с большим отставанием. В Великобритании он финишировал в очках, на пятом месте, а в Гран-при Германии квалифицировался на первом ряду. В спорткарах вместе с Мэрессом и Ваккареллой он стал вторым в Себринге, вторым стал и в «Тарга Флорио», в июне же он вместе Лудовико Скарфиотти выиграл 24 часа Ле-Мана. Кроме того, на личной Ferrari 250 он выиграл трехчасовое соревнование «Trophee d’Auvergne». Все это привело к тому, что когда в том же Гран-при Германии Мэресс получил несовместимые с гонками травмы, именно Лоренцо был выбран ему на замену, став «номером два» команды после Джона Сёртиса. Вернувшись в команду на Гран-при Италии 1963 года, он из четырёх оставшихся гонок дважды финишировал в очках. В незачетном же Гран-при Ранда в Кьялами он уступил лишь лидеру команды Сертису.
К этому времени он уже единолично управлял мастерскими Голиардо в Милане, а в конце 63 года он женился на дочери владельца мастерских — Маргарите, и переехал в Милан.
В 1964 году Бандини вышел на лидирующие позиции в Формуле-1. Начав сезон с нескольких неудачных выступлений, во второй его половине он трижды становился третьим на финише, а на кочковатом поле аэродрома в Цельтвеге, в Гран-при Австрии, он смог победить, после того как множество лидеров сошло из-за механических повреждений. Вообще же он надежно работал «вторым номером» у Сертиса. В конце сезона именно помощь Бандини принесла Сертису титул чемпиона — пропустив Сёртиза на второе место по приказу команды, он принес ему необходимые для завоевания звания очки.
В 1965 году автомобили «Феррари» оказались менее конкурентоспособны по сравнению с соперниками. Большую часть сезона победы доставались Кларку, иногда с ним пытались бороться гонщики BRM, пилотам итальянской команды оставались лишь редкие места на подиуме. Лучшим результатом для Бандини стало второе место, завоеванное в Монако, да ещё ближе к сезону удалось трижды финишировать в очках. Выступления Сертиса были не сильно лучше — он заработал второе, два третьих и четвёртое места. В сентябре же Сертис и вовсе разбился на тестах автомобиля Can-Am в Канаде и чуть было не погиб, что на последние два этапа сделало Бандини номинальным лидером команды.
В гонках спорткаров успехи продолжились, в частности, в компании с Нино Ваккареллой Бандини выиграл Targa Florio.
В сезоне-1966 Бандини стал вторым в Монако, Сертиз и Бандини заняли первое и третье места в Спа. На гонке «24 часа Ле-Мана» из-за забастовок перевозчиков Феррари пришлось ограничиться двумя машинами на старте марафона вместо обычных трех, и когда дошло до распределения мест, выяснилось, что менеджер команды Драгони предпочел выставить на гонку Паркса, Скарфиотти, Бандини и Гуше — то есть всю команду кроме собственно лидера команды, Сертиса. Потребовавший объяснений, чемпион услышал, что по мнению Драгони, нормальному выступлению Сертиза помешали бы незалеченные прошлогодние травмы. Глубоко оскорблённый, Сертис хлопнул дверью и тем самым сделал Бандини лидером итальянской команды. С ролью первого номера Бандини справлялся неплохо, но на трассе ему категорически не везло. В последующих гонках сезона он не раз занимал хорошую позицию на трассе, но финишировать в очках смог лишь дважды.
1967 сезон Бандини начал ударно — с победы в 24 часах Дейтоны в паре с Крисом Эймоном в феврале. Финишировавшие на втором и третьем месте экипажи Феррари Паркс/Скарфиотти и Родригес/Гуше отстали от победителей на четыре круга. Финишировали все три машины как на параде.

### Гибель
Первой как для Бандини, так и для команды гонкой сезона стало Гран-при Монако. Стартовав вторым, он вышел в лидеры, так как стартовавший с поула Брэбем сначала потерял мощность мотора из-за поломки шатуна, а затем и вовсе поскользнулся на собственном масле и вылетел с трассы. На втором круге лидировавшего Бандини обошёл Хьюм, а на седьмом и Джеки Стюарт. Шотландец вскоре сошёл, так что итальянец снова стал вторым. Ко второй половине дистанции Бандини постепенно сокращал отрыв от лидера, но это стоило ему дорого. Как писал журнал «Motorsport»: 

На первые роли вышла прекрасная физическая форма Хьюма, и несчастный Бандини начал уставать и терять концентрацию, проходя некоторые повороты неаккуратно.Оригинальный текст (англ.)Hulme's superior physical condition was coming out on top and poor Bandini was beginning to flag and lack concentration, occasionally being untidy and ragged on some corners.
Наконец, на 82 круге из 100 все закончилось потерей управления в шикане и вылетом. Ferrari 312 итальянца на полной скорости ударилась в причальную тумбу, автомобиль потерял левые колеса, перевернулся и загорелся. Тушение автомобиля заняло целых четыре минуты, и все это время гонщик находился внутри. Судьи и пожарные несколько раз пытались извлечь Бандини из машины, и каждый раз сила пламени мешала этому — а огнеупорной формой никто не был экипирован. Потом ещё четверть часа извлеченный из машины гонщик пролежал на краю трассы, прежде чем морем он был доставлен в больницу Княгини Грейс. Получивший ожоги 70 % тела, Бандини прожил ещё три дня, и в среду, 10 мая 1967 года умер. Бандини был похоронен на кладбище в Реджоло 13 мая. В похоронах приняли участие 100 000 человек.

## Премия имени Лоренцо Бандини
В 1992 году в честь Лоренцо Бандини была учреждена премия за достижения в автоспорте. Приз вручается раз в год за достижения в области автоспорта в родном городе Лоренцо, Бризигелле.

## Результаты выступлений в Формуле-1
| Легенда к таблице |                                                                    |
| --- | ------------------------------------------------------------------ |
| В таблице перечислены результаты всех Гран-при Формулы-1, в которых принимал участие гонщик. Строками таблицы являются сезоны, столбцами — этапы чемпионата мира. В каждой клетке указаны сокращённое название этапа и результат, дополнительно обозначенный цветом. Расшифровка обозначений и цветов представлена в нижеследующей таблице. |                                                                    |
| \| Пример \| Описание \| \| ------------ \| ------------------------------------------------------------------ \| \| 1 \| Победитель \| \| 2 \| Второе место \| \| 3 \| Третье место \| \| 5 \| Финишировал, заработав очки \| \| Сход \| Не финишировал, но при этом заработал очки \| \| 12 \| Финишировал, не получив очков \| \| НКЛ \| Финишировал, но не попал в финальную классификацию \| \| 15 \| Участвовал вне зачёта, либо по отдельной классификации \| \| 18 \| Не финишировал, но попал в финальную классификацию \| \| Сход \| Не финишировал \| \| НКВ \| Не прошёл квалификацию \| \| НПКВ \| Не прошёл предквалификацию \| \| ДСК \| Дисквалифицирован \| \| ИСК \| Исключён из протокола соревнований \| \| ТТ \| Заявлен для участия только в тренировках \| \| НС \| Участвовал в квалификации, но не стартовал в гонке \| \| Т \| Травмирован или болен \| \| ОТК \| Отказ от участия \| \| НТР \| Прибыл на соревнования, но на трассу не выезжал \| \| НПР \| Был заявлен в числе участников, но не прибыл к началу соревнований \| \| О \| Соревнования отменены \| \| \| Не участвовал \| \| Поул-позиция \| \| \| Быстрый круг \| \| |                                                                    |
| Пример | Описание                                                           |
| 1 | Победитель                                                         |
| 2 | Второе место                                                       |
| 3 | Третье место                                                       |
| 5 | Финишировал, заработав очки                                        |
| Сход | Не финишировал, но при этом заработал очки                         |
| 12 | Финишировал, не получив очков                                      |
| НКЛ | Финишировал, но не попал в финальную классификацию                 |
| 15 | Участвовал вне зачёта, либо по отдельной классификации             |
| 18 | Не финишировал, но попал в финальную классификацию                 |
| Сход | Не финишировал                                                     |
| НКВ | Не прошёл квалификацию                                             |
| НПКВ | Не прошёл предквалификацию                                         |
| ДСК | Дисквалифицирован                                                  |
| ИСК | Исключён из протокола соревнований                                 |
| ТТ | Заявлен для участия только в тренировках                           |
| НС | Участвовал в квалификации, но не стартовал в гонке                 |
| Т | Травмирован или болен                                              |
| ОТК | Отказ от участия                                                   |
| НТР | Прибыл на соревнования, но на трассу не выезжал                    |
| НПР | Был заявлен в числе участников, но не прибыл к началу соревнований |
| О | Соревнования отменены                                              |
| | Не участвовал                                                      |
| Поул-позиция |                                                                    |
| Быстрый круг |                                                                    |

| Сезон | Команда                    | Шасси             | Двигатель                   | Ш | 1      | 2         | 3        | 4      | 5        | 6        | 7        | 8        | 9        | 10    | 11  | Место | Очки |
| ----- | -------------------------- | ----------------- | --------------------------- | - | ------ | --------- | -------- | ------ | -------- | -------- | -------- | -------- | -------- | ----- | --- | ----- | ---- |
| 1961  | Scuderia Centro Sud        | Cooper T53        | Maserati Tipo 6-1500 1,5 L4 | D | МОН    | НИД       | БЕЛ Сход | ФРА    | ВЕЛ 12   | ГЕР Сход | ИТА 8    | США      |          |       |     | —     | 0    |
| 1962  | Scuderia Ferrari SpA SEFAC | Ferrari 156       | Ferrari 178 1,5 V6          | D | НИД    | МОН 3     | БЕЛ      | ФРА    | ВЕЛ      | ГЕР Сход | ИТА 8    | США      | ЮАР      |       |     | 12    | 4    |
| 1963  | Scuderia Centro Sud        | BRM P57           | BRM P56 1,5 V8              | D | МОН    | БЕЛ       | НИД      | ФРА 10 | ВЕЛ 5    | ГЕР Сход |          |          |          |       |     | 10    | 6    |
| 1963  | Scuderia Ferrari SpA SEFAC | Ferrari 156       | Ferrari 178 1,5 V6          | D |        |           |          |        |          |          | ИТА Сход | США 5    |          |       |     | 10    | 6    |
| 1963  | Scuderia Ferrari SpA SEFAC | Ferrari 156 Aero  | Ferrari 178 1,5 V6          | D |        |           |          |        |          |          |          |          | МЕК Сход | ЮАР 5 |     | 10    | 6    |
| 1964  | Scuderia Ferrari SpA SEFAC | Ferrari 156 Aero  | Ferrari 178 1,5 V6          | D | МОН 10 |           |          |        | ВЕЛ 5    | ГЕР 3    | АВТ 1    |          |          |       |     | 4     | 23   |
| 1964  | Scuderia Ferrari SpA SEFAC | Ferrari 158       | Ferrari 205B 1,5 V8         | D |        | НИД Сход  | БЕЛ Сход | ФРА 9  |          |          |          | ИТА 3    |          |       |     | 4     | 23   |
| 1964  | North American Racing Team | Ferrari 1512      | Ferrari 207 1,5 B12         | D |        |           |          |        |          |          |          |          | США Сход | МЕК 3 |     | 4     | 23   |
| 1965  | Scuderia Ferrari SpA SEFAC | Ferrari 1512      | Ferrari 207 1,5 B12         | D | ЮАР 15 | МОН 2     | БЕЛ 9    | ФРА 8  |          |          |          | ИТА 4    | США 4    | МЕК 8 |     | 6     | 13   |
| 1965  | Scuderia Ferrari SpA SEFAC | Ferrari 158       | Ferrari 205B 1,5 V8         | D |        |           |          |        | ВЕЛ Сход | НИД 9    | ГЕР 6    |          |          |       |     | 6     | 13   |
| 1966  | Scuderia Ferrari SpA SEFAC | Ferrari 246 F1-66 | Ferrari 228 2,4 V6          | F | МОН 2  | БЕЛ 3     |          |        |          |          |          |          |          |       |     | 9     | 12   |
| 1966  | Scuderia Ferrari SpA SEFAC | Ferrari 312 F1-66 | Ferrari 218 3,0 V12         | F |        |           | ФРА НКЛ  | ВЕЛ    | НИД 6    | ГЕР 6    | ИТА Сход | США Сход | МЕК      |       |     | 9     | 12   |
| 1967  | Scuderia Ferrari SpA SEFAC | Ferrari 312 F1-67 | Ferrari 242 3,0 V12         | F | ЮАР    | МОН Сход† | НИД      | БЕЛ    | ФРА      | ВЕЛ      | ГЕР      | КАН      | ИТА      | США   | МЕК | —     | 0    |